# Linfangioma
Il linfangioma è una malformazione dei vasi linfatici di tipo non neoplastico, bensì amartomatoso.
A seconda delle caratteristiche cliniche e istopatologiche si riconoscono le seguenti entità:
- Il linfangioma capillare: si presenta come una piccola lesione cutanea lievemente rilevata, talora peduncolata. Istologicamente il linfangioma capillare è costituito da una proliferazione di vasi capillari che si distinguono da quelli dell'emangioma per l'assenza di emazie endoluminali.
- Il linfangioma cistico (Igroma cistico): è una lesione vascolare di verosimile natura malformativa tipica dell'età neonatale. Si presenta come una massa sottocutanea indolore, per lo più di grosse dimensioni, localizzato più frequentemente al collo e agli arti. Istologicamente il linfangioma cistico è sostenuto da una proliferazione di vasi linfatici largamente dilatati.